# Sint-Amanduskerk (Denderleeuw)

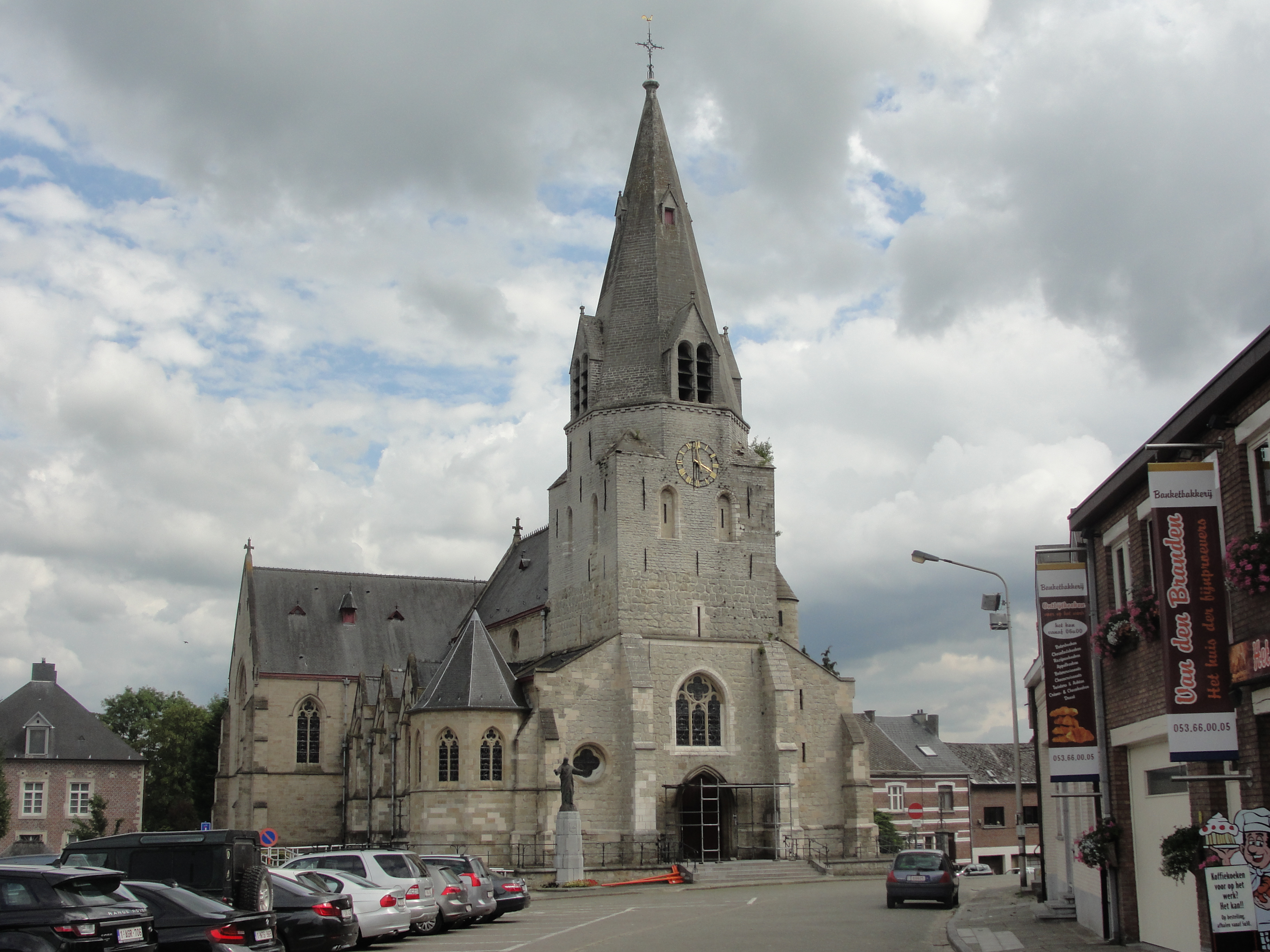
Sint-Amanduskerk

De Sint-Amanduskerk is de parochiekerk van de Oost-Vlaamse plaats Denderleeuw, gelegen aan Dorp.
De in natuursteen opgetrokken kerk ligt op een natuurlijke verhoging. Het oudste deel van deze kerk is 13e-eeuws en gebouwd in Balegemse steen. Het betreft de onderbouw van de westtoren. In 1589 werd deze van een spitsboogportaal voorzien. In 1608 werd een achtkante bovengeleding van de toren gebouwd. De oorspronkelijk gotische kerk is in Meldertse steen opgetrokken. De zijbeuken werden in 1650 opnieuw opgebouwd en, evenals het transept, in 1900 herbouwd, waarbij natuursteen uit Larochette werd gebruikt.
Het 13e-eeuwse koor werd in 1990 afgebroken en vervangen door een groter koor dat ook twee zijkoren omvatte.
De kerk wordt omringd door een kerkhof.

## Interieur
Schilderijen zijn: Emmaüsgangers door M. D'Hase (1754) en Christus aan het kruis door Godfried Schalcken (17e eeuw). In de lambrisering zijn enkele 18e-eeuwse medaillons verwerkt. De communiebank is van 1638. De preekstoel en twee biechtstoelen zijn uit het eerste kwart van de 18e eeuw. Ook is er een laatgotisch grafmonument voor de heer van Liedekerke-Beaufort en diens vrouw Béranger.